# La Souterraine
La Souterraine (La Sostrana en occitano limosino, La Sostrane o La Soutrane en occitano marcese) è un comune francese di 5 731 abitanti situato nel dipartimento della Creuse nella regione della Nuova Aquitania.

## Monumenti
- Chiesa di Notre-Dame (Assomption-de-la-Très-Sainte-Vierge), romanica
- Castello e torre de Bridiers, del XIV secolo
- Convento delle Suore del Salvatore e della Santa Vergine
- Stazione ferroviaria, inaugurata nel 1856
- Sede della Cassa di risparmio, del 1909
- Porta Saint-Jean
- Cappella Saint-Eutrope, eretta nel XVI secolo
- Chiesa parrocchiale Sainte-Madeleine

## Società

### Evoluzione demografica
Abitanti censiti